# لاییسقی پایین
لاییسقی پایین (به لاتین: Aşağı Layısqı) یک منطقه مسکونی در جمهوری آذربایجان است که در شهرستان شکی واقع شده است. این روستا ۱۲۲۳ نفر جمعیت دارد.